# IK Sävehof
IK Sävehof er en svensk håndboldklub fra byen Partille i nærheden af Göteborg i Sverige. Både klubbens herre- og kvindehold har vundet svenske mesterskaber. Klubben holder til i Partille Arena med plads til 4.000.  
Klubben arrangerer endvidere verdens største udendørs håndboldturnering, Partille Cup. Arrangementet holdes årligt udendørs på en række forskellige steder i Göteborg. Turneringen blev startet i 1970 af IK Sävehof i Partille, men i flyttede i 2004 ind til Göteborg eftersom turneringen havde vokset sig større.
IK Sävehof er verdens største håndboldklub, med ca. 1.200 medlemmer, 100 hold og omkring 160 trænere.
Damerne anses for at være det bedste svenske klubhold, gennem tiderne med i alt otte svenske mesterskabsguld i træk (2009–2016) og i alt 14 svenske mesterskaber. Mellem februar 2012 og april 2015 spillede holdet ubesejret i 95 kampe i træk i den bedste svenske kvindelige håndboldrække Svensk handbollselit.
Efter otte mesterskaber i træk til kvindeholdet lykkedes det H 65 Höör, at bryde den mærkværdige stime, ved at vinde over Sävehof i den SM-finalen 2017. Allerede året efter fik Sävehof revanche og vandt finalen i Scandinavium, mod selvsamme H 65 Höör.

## Meritter

### Damer
Nationale titler
- - Svensk mester: 1993, 2000, 2006, 2007, 2009, 2010, 2011, 2012, 2013, 2014, 2015, 2016, 2018, 2019
  - Sølv: 1999, 2001, 2002, 2008, 2017

Bedste internationale resultater
- - EHF Champions League: 1/8-finalist 1992-93. Gruppespil 2007-08.

### Herrer
Nationale titler
- - Svensk mester: 2004, 2005, 2010, 2011, 2012, 2019, 2021
  - Sølv: 1993, 1994, 2006, 2008

Bedste internationale resultater
- - EHF Champions League: 1/8-finalist 2004-05. Gruppespil 2005-06
  - Cup Winners' Cup: 1/8-finalist 1993-94, 2005-06.
  - EHF Cup: 1/8-finale 2006-07.
  - EHF Challenge Cup: Semifinalist 2002-03.

## Arena
- Navn: Partille Arena
- By: Partille
- Kapacitet: 4.000
- Indviet: 2016
- Adresse: Gamla Kronvägen 2, 433 33 Partille, Sverige

## Damespillertruppen 2021-22
| Nr. | Navn                 | Nationalitet | Alder                      | Position     | I klubben siden |
| --- | -------------------- | ------------ | -------------------------- | ------------ | --------------- |
| 1   | Sofie Börjesson      | Sverige      | 31. maj 1997 (27 år)       | Målvogter    | 2019            |
| 2   | Ida Rahunen Sembe    | Sverige      | 16. september 2002 (22 år) | Højre fløj   | 2021            |
| 3   | Stella Huselius      | Sverige      | 22. juli 2004 (20 år)      | Venstre fløj | 2021            |
| 5   | Mathilda Lundström   | Sverige      | 20. december 1996 (28 år)  | Højre fløj   | 2020            |
| 6   | Trine Mortensen      | Danmark      | 14. september 1994 (30 år) | Venstre fløj | 2019            |
| 8   | Jamina Roberts       | Sverige      | 28. maj 1990 (34 år)       | Venstre back | 2020            |
| 9   | Nina Koppang         | Sverige      | 31. maj 2002 (22 år)       | Højre back   | 2019            |
| 16  | Wilma Krohn-Anderson | Sverige      | 14. juli 1998 (26 år)      | Målvogter    | 2017            |
| 18  | Laura Jensen         | Danmark      | 2. maj 1999 (25 år)        | Playmaker    | 2020            |
| 20  | Thea Blomst          | Sverige      | 27. august 2002 (22 år)    | Stregspiller | 2019            |
| 21  | Maja Appelgren       | Sverige      | 24. oktober 2003 (21 år)   | Playmaker    | 2021            |
| 22  | Ellinor Åström       | Sverige      | 5. februar 1994 (31 år)    | Playmaker    | 2019            |
| 23  | Linn Andersson       | Sverige      | 8. august 2001 (23 år)     | Venstre fløj | 2002            |
| 25  | Anne Tolstrup        | Danmark      | 7. maj 1995 (29 år)        | Højre fløj   | 2022            |
| 29  | Frida Rosell         | Sverige      | 6. maj 1999 (25 år)        | Playmaker    | 2021            |
| 39  | Angelica Wallén      | Sverige      | 11. april 1986 (38 år)     | Playmaker    | 2021            |
| 56  | Tamara Haggerty      | Holland      | 29. august 1996 (28 år)    | Stregspiller | 2021            |

### Tranfers
| Spanien | Carmen Martín - Hentet i CSM București          |
| Sverige | Johanna Forsberg - Hentet i Nykøbing Falster HK |

| Sverige | Jamina Roberts - Skifter til Vipers Kristiansand |
| Danmark | Rasmus Overby                                    |

### Tidligere kendte spillere
| - Johanna Ahlm - Jenny Alm - Johanna Bundsen - Theresa Claesson - Tina Flognman - Cecilia Grubbström - Isabelle Gulldén - Jessica Helleberg - Linn Blohm - Filippa Idéhn - Elin Hallagård - Karin Isakson - Gabriella Kain | - Jenny Lindblom - Ida Odén - Loui Sand - Frida Tegstedt - Jamina Roberts - Hanna Fogelström - Frida Toveby - Teresa Utkovic - Annika Wiel Fredén - Jenny Wikensten - Ulrika Toft Hansen |

## Herrerspillertruppen 2018-19
| Målvogter - 12 Simon Möller - 16 Ágúst Elí Björgvinsson Wingers RW - 08 Gustaf Wedberg - 22 Gzim Salihi - 34 Sebastian Karlsson LW - 04 Henrik Johansson - 26 Jonathan Edvardsson Stregspillere - 02 Joakim Larsson - 10 Christoffer Brännberger - 11 Eric Westergren Malmberg | Bagspillere LB - 17 Sebastin Spante - 18 Pontus Brolin - 22 Viktor Ottosson CB - 06 Osker Sunnefeldt - 07 Jonas Larholm - 09 Vetle Eck Aga - 25 Gustav Davidsson RB - 15 Wiliam Bogojevic - 24 Johan Jakobsson - 88 Emil Berlin |